# Bresso
Bresso là một đô thị ở tỉnh Milano thuộc vùng Lombardia của Italia, khoảng 8 km north of Milano. Đến thời điểm 31 tháng 12 năm 2004, dân số đô thị này là 27.052 người, diện tích là 3,38 km². Tại cuộc điều tra dân số của điểut dân số năm 2001, đô thị này có dân số 27.132 người và mật độ dân số là 8.027,2 người/km².
Bresso giáp các đô thị: Cinisello Balsamo, Cusano Milanino, Sesto San Giovanni, Cormano, Milano.